# Эндикотт, Уильям Кроуниншилд
Уильям Кроуниншилд Эндикотт (англ. William Crowninshield Endicott; 19 ноября 1826, Салем − 6 мая 1900, Бостон) — американский политический деятель.

## Биография
Потомок Джона Эндикотта и двоюродный брат Побиди Эндикотта, окончил Гарвардский университет в 1847 году, затем юридический факультет Гарвардского университета в 1849 году.
Женился в 1859 году на двоюродный сестре, Эллен Пибоди, внучке Джозефа Пибоди. Их дочь вышла замуж за Джозефа Чемберлена.
Он стал помощником судьи Высшего Суда Массачусетс в 1873 году.
Занимал пост Военного министра США с 1885 по 1889 год в администрации Гровера Кливленда.